# Sophie Alakija
Sophie Rammal Alakija es una actriz nigeriana. 

## Biografía
Alakija nació el 7 de febrero de 1985 en el seno de una familia islámica Efik de ascendencia libanesa. Su hermano, Jay Rammal también es actor.
En 2016 se casó con Wale Alakija, hijo de Folorunso Alakija. La boda se celebró el 27 de marzo de 2016 en Surulere, Lagos. La pareja tiene dos hijos. Sin embargo, en 2020, los medios anunciaron que Sophie supuestamente abandonó a su esposo y sus dos hijos para recuperar su estilo de vida.

## Carrera
A la edad de 16 años, apareció en el video musical Holla At your boy de Wizkid como bailarina principal.
Ha actuado en películas populares, como Drawing Strands , Getting over him y Small Chops. En 2017, actuó en la serie de televisión Scandals, proyecto conjunto entre Ghana y Nigeria. En 2019, actuó en la serie de televisión Halita y luego en la serie de televisión Assistant Madams.